# Escacena del Campo
Escacena del Campo is een gemeente in de Spaanse provincie Huelva in de regio Andalusië met een oppervlakte van 135 km². In 2007 telde Escacena del Campo 2154 inwoners.